# ایزابل هاروی
ایزابل هاروی (انگلیسی: Isabelle Harvey؛ زادهٔ ۲۷ مارس ۱۹۷۵) بازیکن فوتبال اهل کانادا است.
وی همچنین در تیم ملی فوتبال زنان کانادا بازی کرده‌است.